# Kardynałowie z nominacji Piusa VIII
Papież Pius VIII (1829–1830) mianował sześciu kardynałów na trzech konsystorzach. Kardynałami z jego nominacji zostali:

## Konsystorz z 27 lipca 1829
1. Cesare Nembrini Pironi Gonzaga, biskup Ankony – kardynał prezbiter S. Anastasia (tytuł nadany 28 września 1829), zm. 5 grudnia 1837
2. Remigio Crescini, biskup Parmy – kardynał prezbiter S. Giovanni a Porta Latina (tytuł nadany 5 lipca 1830), zm. 20 lipca 1830

## Konsystorz z 15 marca 1830
Kościoły tytularne nadano nominatom 5 lipca 1830.
1. Thomas Weld, biskup tytularny Amiclea – kardynał prezbiter S. Marcello, zm. 10 kwietnia 1837
2. Raffaele Mazio, asesor Świętego Oficjum – kardynał prezbiter S. Maria in Trastevere, zm. 4 lutego 1832
3. Domenico de Simone, prefekt Domu Papieskiego – kardynał diakon S. Angelo in Pescheria, zm. 9 listopada 1837

Na tym konsystorzu zostało mianowanych także ośmiu innych duchownych, których imiona pozostały nieujawnione (in pectore). Ponieważ Pius VIII nie ujawnił ich aż do śmierci, promocje te ostatecznie nie doszły do skutku.

## Konsystorz z 5 lipca 1830
1. Louis-François-Auguste de Rohan Chabot, arcybiskup Besançon – kardynał prezbiter SS. Trintà al Monte Pincio (tytuł nadany 28 lutego 1831), zm. 8 lutego 1833